# Moulin de l'évêque
Le Bisschopsmolen est un moulin à eau de taille moyenne situé sur le Geer dans le Jekerkwartier, au centre-ville de Maastricht. Le bâtiment actuel date du XVIIe siècle.

## Histoire
Le premier moulin sur le site date du VIIe siècle. Son nom actuel vient du XIe siècle lorsque son propriétaire, le duc Godefroy de Bouillon, le loua, ainsi qu'une partie de ses biens, à l'évêque de Liège, pour financer sa première croisade. Selon les conditions, si le duc ne revenait pas de la croisade, ses actifs étaient donnés à l'évêque. Quand le duc, qui était célibataire et sans enfant, en 1099 a succombé à ses blessures à Jérusalem, le moulin devint la propriété de l'évêque de Liège, et il prit dès lors le nom de Bisschopsmolen (« moulin de l’évêque »).
En 1442, le moulin était détenu par les brasseurs maastrichtois de la Armentafel van de Heilige Gees. Trois ans plus tard, la guilde est entrée en possession du moulin du duc, toujours sur le Geer, qu'elle louait depuis 1426. À cette époque, les brasseurs maastrichtois devaient obligatoirement moudre leur malt dans ces moulins. Les deux moulins ont été exploités pendant 350 ans par les brasseurs, jusqu'en 1795, lorsque le bien fut confisqué à la guilde et vendu par les Français. Le moulin est ensuite entré en possession de Henry Fabry de Hasselt, mais il l'a vendu peu de temps après aux marchands Lenaerts et aux frères Lemaire, dont Pieter Willem Lemaire qui était déjà en possession du moulin des cinq coupes, du moulin du Steenen Brug et d'un moulin à vapeur à Liège.
Lemaire a fait installer un moulin à broyer ainsi qu'une machine à vapeur auxiliaire car la roue existante, avec son diamètre de six mètres et une largeur de 0,9 m avec une hauteur de lame de 0,36 m, est trop peu puissante pour le moulin à broyer. En outre, la diminution d'un mètre du niveau du Geer rend la roue trop petite pour obtenir de l’énergie hydroélectrique. Après la mort des deux frères en 1847, l'usine revint à Hubert Lemaire. En 1851, du fait des nuisances sonores, il fit des aménagements pour rendre le moulin silencieux. Après sa mort, le moulin fut loué par sa veuve à Willem Hubertus Peusens, qui lui acheta en 1891 pour déménager à Liège. Il est resté propriétaire de l'usine jusqu'en 1920 quand il l'a vendu à la ville de Maastricht. La municipalité confia son exploitation à Frans Crijns.
En 1924, une nouvelle roue à aubes en fer riveté a été montée, d'un diamètre de six mètres et une largeur de 0,92 m, sur un socle de brique. Le moulin est entraîné par deux couples : l'un par la roue à eau et le second par un moteur électrique monté en 1924.

## Utilisation
Le moulin a été restauré en 2004 et remis en service en 2005 pour broyer l’épeautre. Le moulin produit de la mouture pour la brasserie Gulpener utilisée pour le brassage de la bière Korenwolf notamment. Le moulin comprend aussi une boulangerie et un petit restaurant.

## Galerie

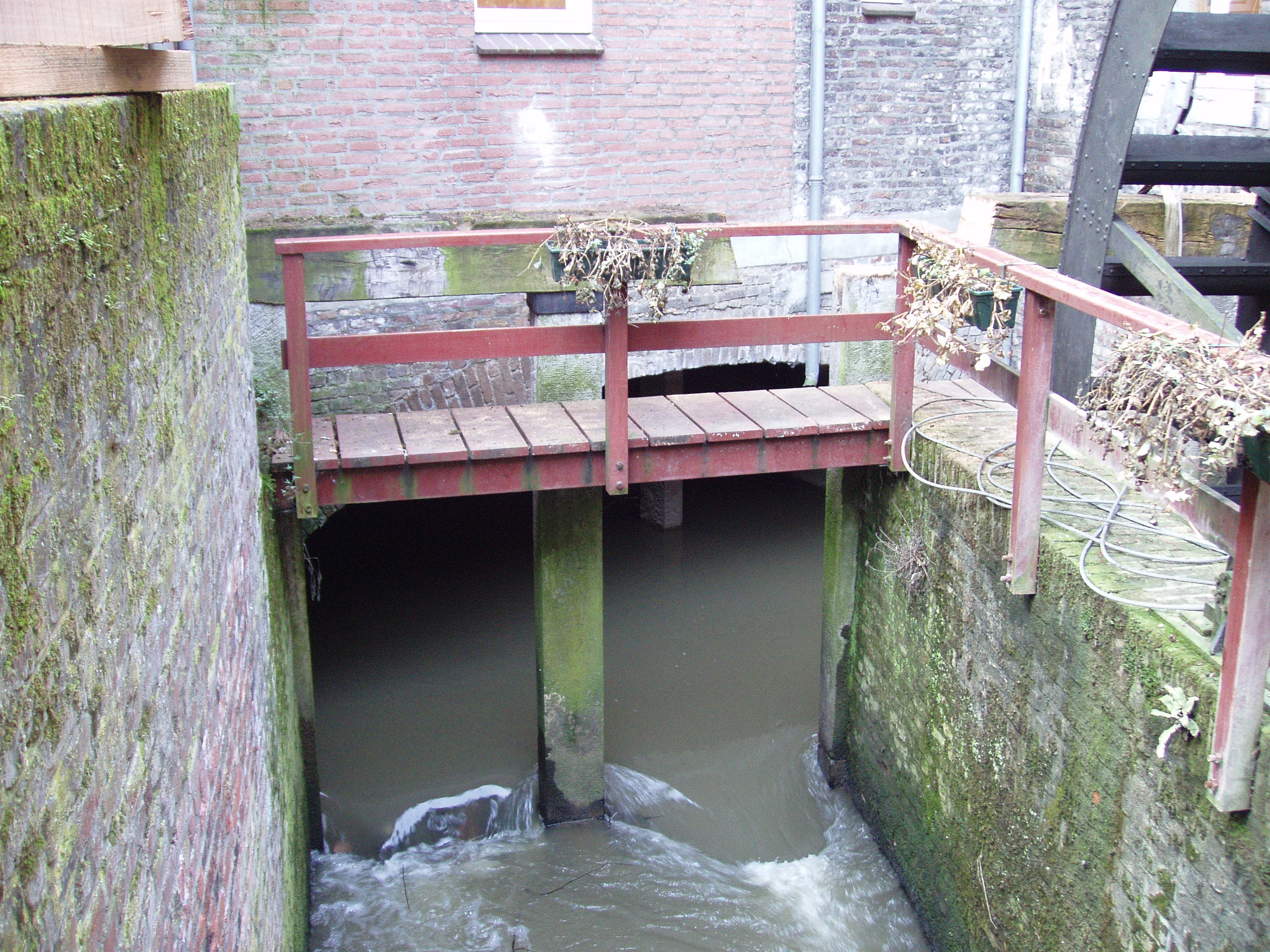
Le Geer.
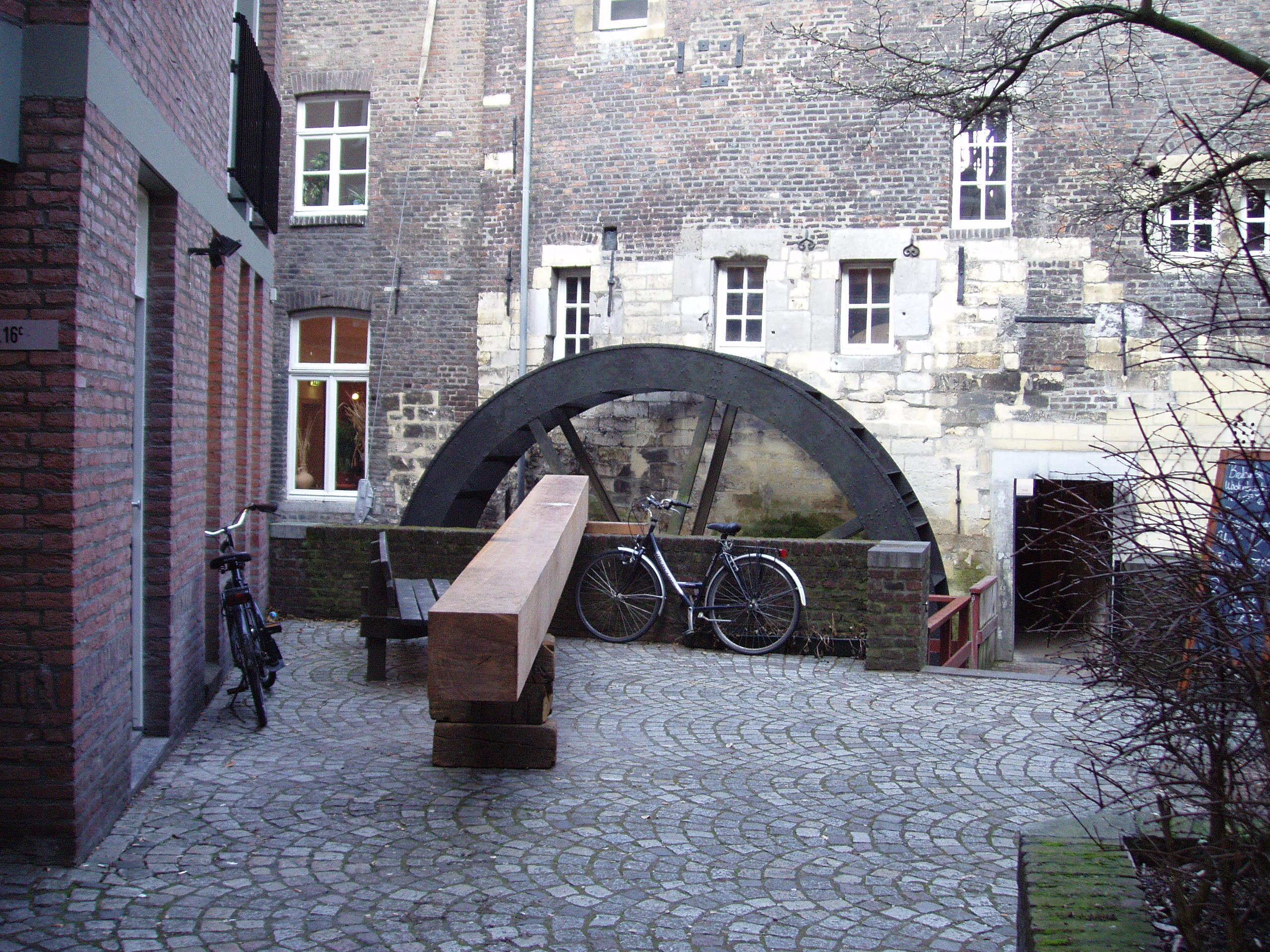
La roue.
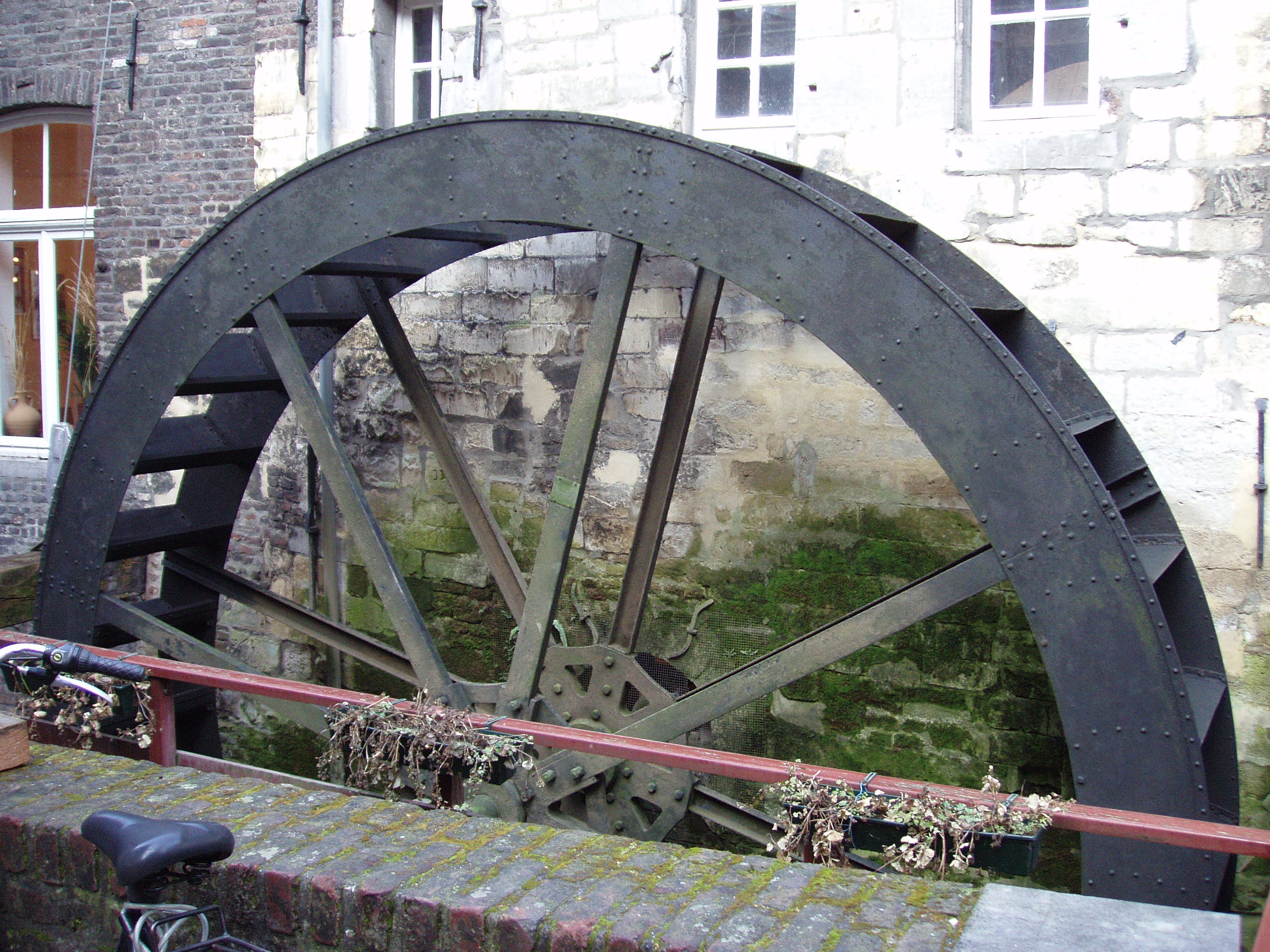
La roue.
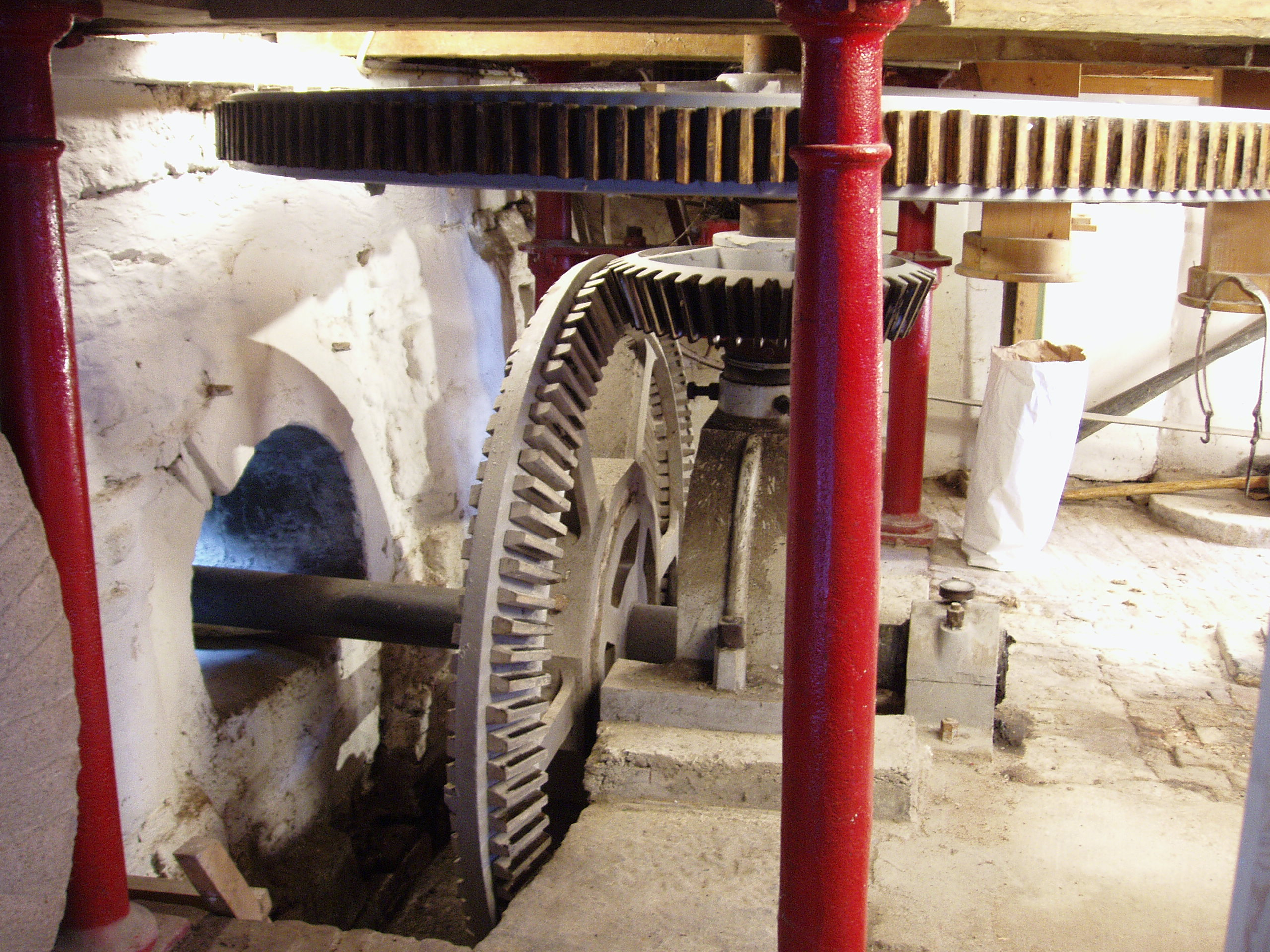
Engrenages dans le moulin.
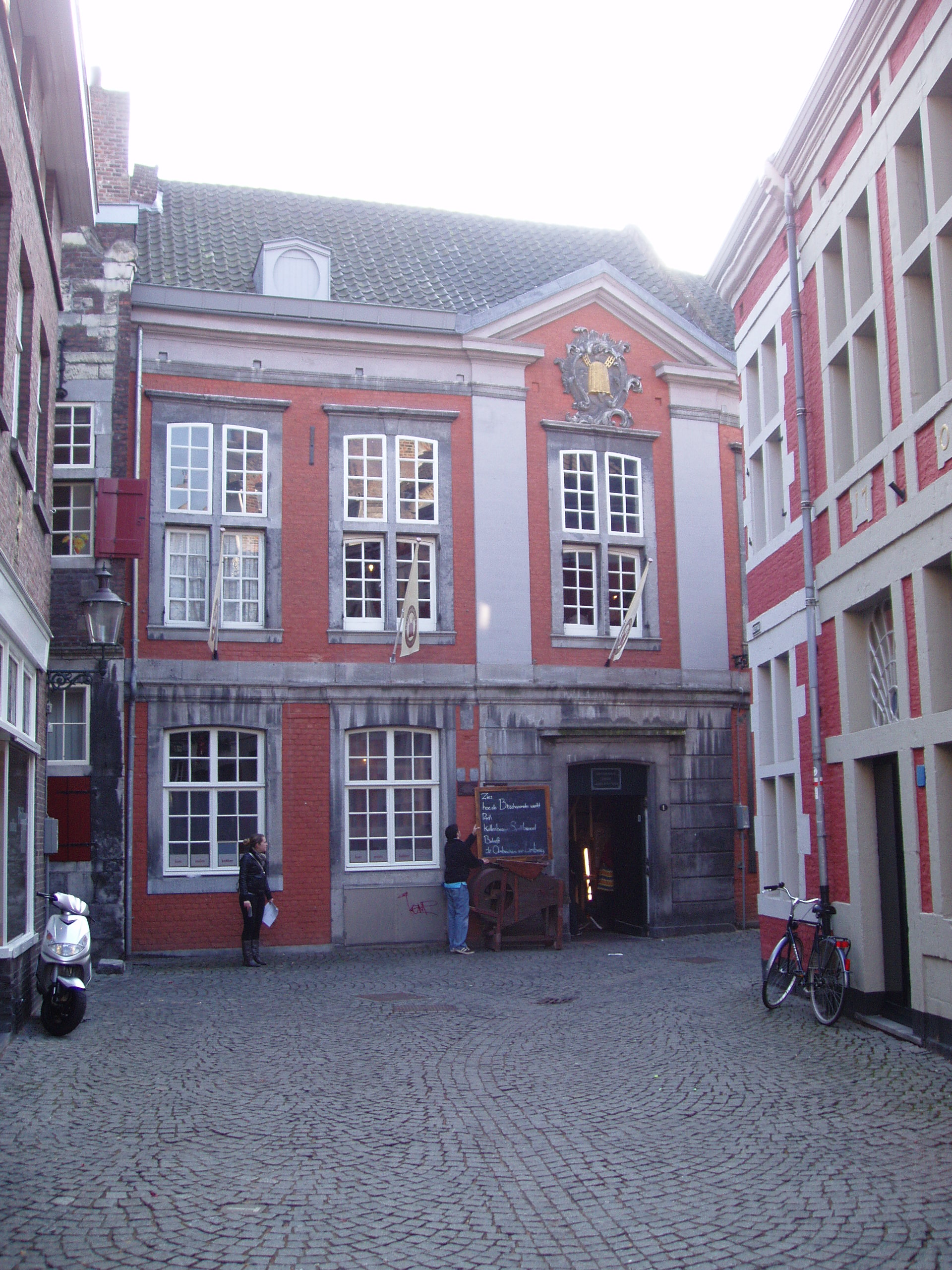
Façade du moulin.
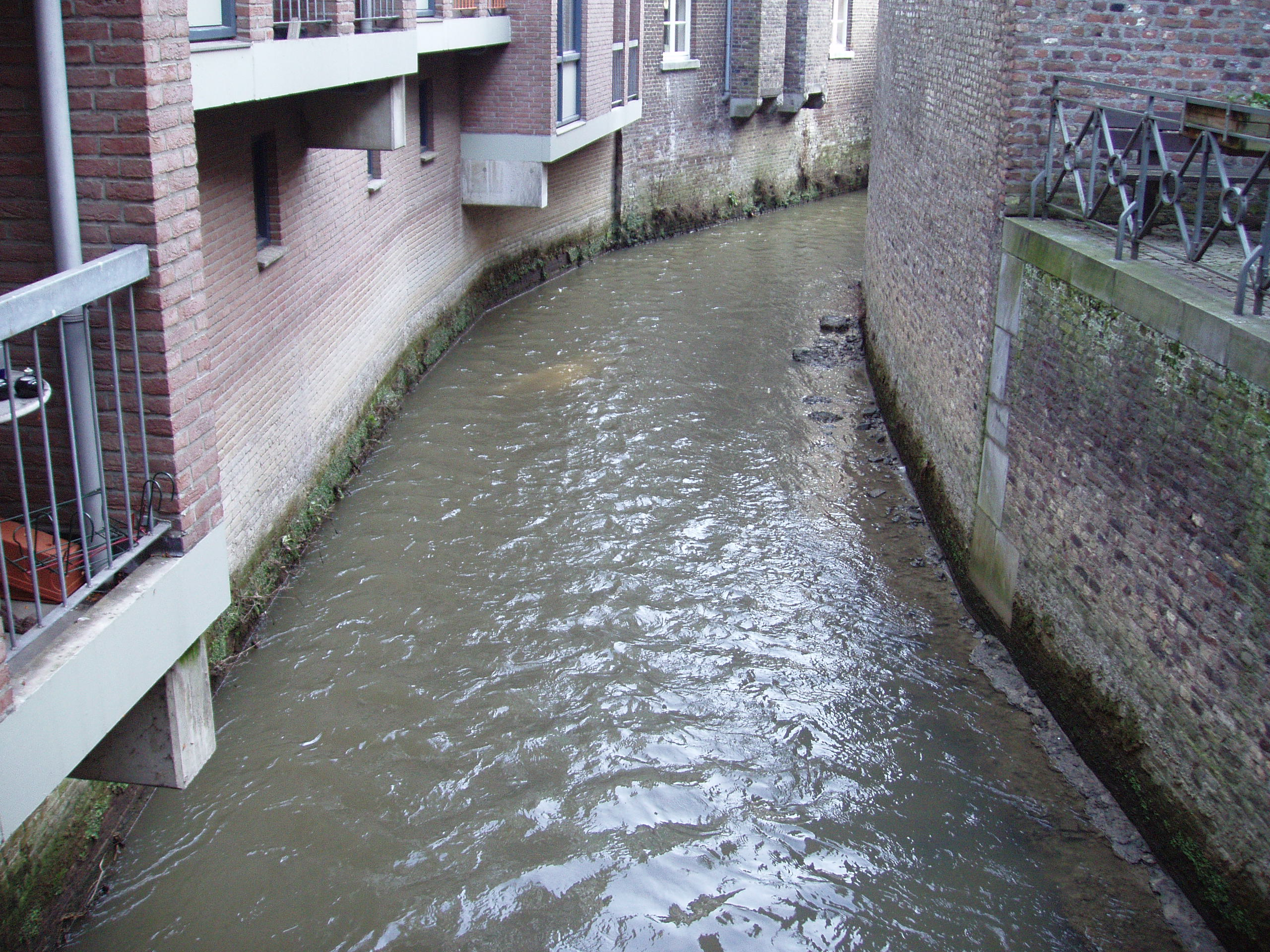
Le Geer.

## Sources
- (nl) Cet article est partiellement ou en totalité issu de l’article de Wikipédia en néerlandais intitulé « Bisschopsmolen (Maastricht) » (voir la liste des auteurs).

1. ↑  J. L. M. Herold, « De Chef”, zijn vorming en zijn taak, door Prof. Dr A. Carrard. Uitgegeven door N.V. Leiter-Nypels, Maastricht. », Maandblad Voor Accountancy en Bedrijfseconomie, vol. 22, no 5,‎ 1er mai 1948, p. 159–160 (ISSN 2543-1684 et 0924-6304, DOI 10.5117/mab.22.16509, lire en ligne, consulté le 28 octobre 2024)
2. ↑  « Maastricht Pierre de pignon - De Bisschopsmolen - Stenenbrug 1 », sur fr.kijkeensnaarboven.nl (consulté le 28 octobre 2024)
3. ↑  « Bisschopsmolen », sur www.visitezmaastricht.fr (consulté le 28 octobre 2024)

## Compléments